# Karolina Olsson

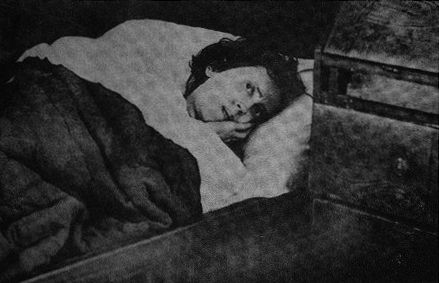
Karolina Olsson den 14 april 1908.

Karolina Olsson, alternativt Carolina, ofta kallad Soverskan på Oknö, född 29 oktober 1861, död 5 april 1950 av en hjärnblödning, låg under 32 år, mellan 1876 och 1908, i dvala, vilket är den längsta tid som någon levt i dvala för att sedan vakna upp utan bestående men.
Det har dock spekulerats i huruvida hon verkligen låg i dvala eller inte, då det finns flera oförklarliga fenomen, som att hon ska ha överlevt på två glas mjölk per dag som hennes mor matade henne med och att hennes hår och naglar inte ska ha växt under hela denna långa tid. Harald Fröderström menar i en redogörelse från 1912 att hon kan ha låtsats sova alternativt lidit av olika psykiska sjukdomar eller intalat sig själv sjukdomen.

## Tidigt liv
Karolina Olsson föddes på Oknö utanför Mönsterås den 29 oktober 1861. Hennes familj, som bestod av far, mor och ett äldre syskon och fyra yngre, bodde i ett torp på ön. Modern var född 1829. Fadern, som var fiskare, var född 1825. De båda vigdes 1859. Karolina undervisades hemma, för att kunna användas i hushållet, och började inte skolan förrän hösten 1875, även om hon redan då kunde skriva och läsa.

## Sömn
Den 22 februari 1876 somnade Olsson in, 14 år gammal. Tidigare under dagen hade hon klagat på tandvärk. Familjen trodde att detta berodde på häxeri, och hon beordrades att gå och lägga sig. När hon väl somnat kunde hon inte vara vaken.
Flera gånger besöktes hon av läkare från trakten, däribland Johan Emil Almbladh. Han ansåg att sömnen berodde på ett svårt fall av hysteri. Under en månad i juli 1892 vårdades hon vid Oskarshamns lasarett. Man försökte bland annat bota sjukdomen med hjälp av elektrokonvulsiv behandling. Den 2 augusti 1892 skrevs hon ut utan förändrat tillstånd. Sjukhuset angav att hon led av "dementia paralytica", men få saker tyder på att hon led av detta. Hon undersöktes aldrig av någon skolad psykiater förrän efter sitt uppvaknande.
Under hela perioden ska Karolina ha matats med två glas mjölk om dagen. 1905 dog modern, och därefter skötte en hushållerska hushållet. Vid moderns och en av brödernas död, 1907, ska hon båda gångerna ha fått hysteriska gråtattacker. Hon var alltid ren och hade aldrig långa naglar eller smutsigt hår. Hon rörde inte mat som ställdes vid sängen, och hushållerskan hörde henne aldrig tala. Ibland hörde hon dock Karolina gråta eller jämra sig.

## Uppvaknande
Karolina Olsson vaknade upp den 3 april 1908, vid 46 års ålder, 32 år och 42 dagar efter insomnandet. Hushållerskan fann henne gråtande och skuttande på golvet. När bröderna kom in i huset kände hon inte igen dem. Karolina var mycket mager och blek, och var under de första dagarna ljusskygg, försvagad och fåordig. Hon var svullen i kroppen under hela resten av sommaren. Den 6 april besöktes hon av sin gamla lärare, och det visade sig då att hon fortfarande kunde läsa flytande. Många var nyfikna och reste till Oknö för att se henne.
Hon var intelligent, men hade begränsade kunskaper. Hon visste inget om Sveriges historia och kunde inte peka ut Stockholm på kartan. Hon kunde väldigt lite matematik.

## Anledning
År 1912 publicerade psykiatern Harald Fröderström en redogörelse, "La Dormeuse D’Oknö - 21 Ans de Stupeur. Guerison Complete", över händelsen baserad på ett möte med Olsson 1910, men fann inte klarhet i anledningen. Professor Bror Gadelius menade att det kunde bero på en inre sekretorisk rubbning till följd av att hon somnade in sig i puberteten och passerade den fruktbara perioden i sömn. Han sa även att en anledning kunde vara att modern "skämde bort" barnet under ständig omvårdnad, och att Karolina regredierade som en följd av detta. Fröderström får under intervjuer med två av hennes bröder fram att de aldrig sett systern lämna sängen, medan fadern förtäljer att han sett henne krypa på golvet några gånger, och hört henne tala vid tre tillfällen. En gång skall hon ha ropat "Gode Jesus, hav förbarmande med mig", för att sedan återigen krypa ner i sängen. Under hela perioden skötte modern henne helt ensam.
Det har senare framkommit att Karolina emellanåt varit vid medvetande och kunnat reagera med sorg. Det har resonerats, bland annat av Fröderström, kring att Karolina själv trott att hon var allvarligt sjuk, och att hon därför höll sig stilla, blundade och ätvägrade, delvis för att väcka medlidande. Det har även spekulerats i att modern och dottern levde i något slags maskopi med varandra; att modern hjälpte sin dotter, och att de hållit detta hemligt. Det har vidare spekulerats i att modern ville skydda sin dotter. Man har varit skeptisk mot att hon skulle ha överlevt på två glas mjölk per dag. När modern dog kan hon ha försett sig med mat i smyg. Det blev efterhand svårt att organisera det hela, och det har därför sagts att det kan ha varit så att hon gjorde successiv reträtt tillbaka, dels eftersom de fördelar som sovandet eller låtsassovandet hade i början efterhand blev färre. Fröderström menar att hon kan ha lidit av negativism liknande katatoni, även om det normalt inte drabbar personer under 25–35 år. En annan möjlighet är dissociativt syndrom.

## Eftermäle
2012 gestaltades Karolina Olssons öde i form av kammaroperan Karolinas sömn skriven av Anders Eliasson (musik)/Bengt Emil Johnson (text) och framförd av Lena Hoel.